# Alonso Franco de Luna
Alonso Franco de Luna   (Alcalá de Henares, 1572 - La Paz, 1645) va ser un religiós castellà, rector de la parròquia de Sant Andreu de Madrid, bisbe de Durango (1631-1639) i bisbe electe de La Paz (1639-1640).
Va ser fill de Gonzalo Franco i de Catalina de Luna. Segons Gil González Dávila i José Antonio Álvarez era natural de Madrid. Tanmateix, segons Miguel Moez de Itúrbide diu que era fill i ciutadà d'Alcalá de Henares. Sí va ser membre del col·legi major de Sant Ildefons de la Universitat d'Alcalá, des d'on va passar a ser rector de la parròquia de Sant Andreu de Madrid el 1615. Consta que el 1619 era abat del clergat de la vila de Madrid. D'aquesta època data el seu Discurso a la beatificación de San Isidro el Labrador, que va ser inclòs en la vida d'Isidre el Llaurador, publicada el 1622 per l'impressor Jaime de Bleda, tot i que no es troba en tots els exemplars. Lope de Vega va alabar-lo en la seva obra Laurel de Apolo.
El 3 de desembre de 1631 va ser elegit bisbe de Durango, a la regió de Nova Biscaia, al virregnat de Nova Espanya. Va ser consagrat a la seva parròquia per Francisco Sánchez, bisbe de Canàries, el 31 d'octubre de 1633, amb l'assistència dels bisbes de Nicaragua i Termia, i va prendre possessió per poders, a través de Francisco Rojas de Ayora, el 19 de novembre del mateix any. Va ser el segon bisbe d'aquesta diòcesi i va treballar per consolidar el seu establiment, efectuant una visita pastoral, durant la qual va finançar la reparació d'església i altres coses. El rei Felip IV va agrair-li la feina per carta el 5 de febrer de 1635.
El 22 de març de 1639 va ser promogut a bisbe de La Paz, al virregnat del Perú. Va sortir de Durango el 24 de febrer de 1640 en direcció al seu nou destí. Hom situat la seva mort el mateix any del seu nomenament, i d'altres l'endarrereixen fins a 1645. Segons Álvarez va morir abans de rebre la butlla papal. Va ser enterrat a la catedral de La Paz.